# Duguetia staudtii
Duguetia staudtii (Engl. & Diels) Chatrou – gatunek rośliny z rodziny flaszowcowatych (Annonaceae Juss.). Występuje naturalnie w Sierra Leone, Liberii, Wybrzeżu Kości Słoniowej, Ghanie, południowej części Nigerii, Kamerunie oraz Gabonie. 

## Morfologia
PokrójZimozielone drzewo dorastające do 25–30 m wysokości. Młode pędy są owłosione.
LiścieMają podłużny kształt. Mierzą 15–32 cm długości oraz 4–5 cm szerokości. Są lekko owłosione od spodu. Nasada liścia jest prawie zaokrąglona. Blaszka liściowa jest o ostrym wierzchołku. Ogonek liściowy jest mniej lub bardziej owłosiony i dorasta do 2–5 mm długości.
KwiatySą zebrane po 3–5 w gęste grona, rozwijają się w kątach pędów. Działki kielicha mają owalny kształt i żółtą barwę, są omszone, dorastają do 12–20 mm długości. Płatki mają podłużny kształt i białą barwę, osiągają do 25–40 mm długości. Kwiaty mają żółtozielonkawe owocolistki o jajowatym kształcie i długości 2–4 mm.
OwocePojedyncze mają odwrotnie piramidalny kształt, zebrane w owoc zbiorowy o prawie kulistym kształcie. Osiągają 4–6 cm średnicy. Mają czerwonawą barwę.

## Biologia i ekologia
Rośnie w wilgotnych lasach. 

## Zastosowanie
Drewno tego gatunku stosuje się w stolarstwie, natomiast kora ma zastosowanie w budownictwie.